# Marc V d'Alexandrie (Copte)
Pour les articles homonymes, voir Marc.
Marc V d'Alexandrie (mort en 1619 ? ) est le 98e patriarche copte d'Alexandrie.

## Biographie
Selon les Bollandistes il succède à  Gabriel VIII d'Alexandrie le 25 septembre 1602. Toutefois, l'Église copte orthodoxe fixe la mort du patriarche Gabriel VII d'Alexandrie au 28e   jour de Baramouda 1319 A.M. soit le 14 mai 1603 A.D...
La même source précise qu'il veillait avec zèle au respect des règles canoniques. L'évêque de  Damiette, qui s'obstinait à favoriser la polygamie, fut excommunié . Le prélat déchu se vengea en 1610 en portant contre Marc V de graves accusations auprès du Pacha qui dirigeait la Province ottomane d'Égypte. Marc V à cette époque aurait été sur le point d'entrée en communion avec l'Église catholique. Son successeur Jean XV d'Alexandrie est nommé patriarche le 7e jour de Tute, 1336 l'Ère des Martyrs, soit le 18 septembre 1619 A.D.

## Source
- François Clément, Nicolas Viton de Saint-Allais, Jean-Baptiste-Pierre Jullien de Courcelles, L'art de vérifier les dates des faits historiques, des inscriptions, et autres anciens monuments […], vol. 3, Paris, 1818 (lire en ligne), partie 2, p. 498